# Veliko medvjeđe jezero
Veliko medvjeđe jezero (engleski: Great Bear Lake, slave: Sahtú, francuski: Grand lac de l'Ours) je jezero koje se nalazi na Sjeverozapadnom teritoriju Kanade. Ujedno je i najveće kanadsko jezero koje je se cijelom svojom površinom nalazi unutar države. 
Ime jezera potječe iz jezika naroda chipewyan koji živi na tim prostorima. Poluotoci Sahoyue na južnoj strani jezera te Edacho na zapadnoj dio su nacionalnog povijesnog parka Saoyú-ʔehdacho.

## Geografija
Površina jezera je 31,153 km2, najveća dubina je 446 metra te je obala dugačka 2,719 km. Jezero je od kraja studenog do srpnja prekriveno ledom. Poznato je po svojoj iznimnoj bistroći, istraživač John Franklin je 1828. zapisao da je bijela krpa bačena u jezero vidljiva sve dok ne potone na dubinu od 27 metara.
Najveća rijeka koja ga odvodnjava je Velika medvjeđa rijeka, pritok Mackenzija i važna prometna veza u kratkom razdoblju bez leda.
Jezero je nastalo za vrijeme pleistocena glacijacijom, a svoj današnji oblik dobilo je za vrijeme posljednjeg ledenog doba otapanjem ledenjaka.

## Naselja
Uz obale se nalazi naselje Deline (prije zvano Fort Franklin), u blizini Velike medvjeđe rijeke. Godine 1930. otkrivena su nalazišta urana na istočnim obalama jezera.

## Fotografije
- Ruševina Fort Confidencea na ušću rijeke Dease 1911. g.
- Naselje Deline
- Planina Grizzly Bear
- Dim uzrokovan šumskim požarima na Aljaski iznad Velikog medvjeđeg jezera

## Vanjske poveznice
- Great Bear Lake na portalu Canadian Encyclopedia (engl.)